# E5 (winkelketen)
e5, vooral bekend onder de naam E5 Mode, is een modeketen met de hoofdzetel  gelegen in Sint-Niklaas. De winkelketen heeft 55 winkels in Vlaanderen. Er werken 400 mensen.

## Geschiedenis
E5 Mode werd in 1979 opgericht door Etienne Kaesteker en zijn echtgenote Margriet Talpe. De eerste winkel opende langs de E40 (toen nog de E5) in Sint-Denijs-Westrem bij Gent. In 1982 verhuisde het bedrijf naar Lokeren en vijf jaar later naar Sint-Niklaas, waar ook het distributiecentrum is. In 2017 werd Alexander Talpe, neef van de oprichtster, CEO van het bedrijf. Eind 2019 werd e5 mode overgenomen door Feniks Holding van Frédéric Helderweirt, die de nieuwe CEO werd. In januari 2021 kwam de keten van 55 winkels in handen van de textielfamilie De Sutter.
Elk jaar zamelt e5 herbruikbare kleding in ten voordelen van Oxfam. De opbrengst ervan gaat naar Oxfam-projecten wereldwijd. 